# Benfica Lissabon (Rollhockey)
Benfica ist ein Verein des Rollhockey und hat nationale und internationale Titel und Trophäen errungen. Mit dem 21. Titel wurde Benfica 2012 Rekordmeister von Portugal.

## Erfolge

### Nationale Titel
- 23-mal Campeonato: 1951, 1952, 1956, 1957, 1960, 1961, 1966, 1968, 1970, 1972, 1974, 1979, 1980, 1981, 1992, 1994, 1995, 1997, 1998, 2012, 2015, 2016.
- 15-mal Taça de Portugal: 1963, 1978, 1979, 1980, 1981, 1982, 1991, 1994, 1995, 2000, 2002, 2010, 2014, 2015.
- 7-mal Supertaça de Portugal: 1992, 1994, 1996, 2001, 2002, 2010, 2011.

### Internationale Titel
- 2-mal CERH European League: 2013, 2016.
- 2-mal CERS Cup: 1991, 2011.
- 3-mal CERH Continental Cup: 2011, 2013, 2016.
- 2-mal FIRS/World Skate Intercontinental Cup: 2013, 2017.
- 1-mal CERH Ciudad de Vigo Tournament: 2008.
- 1-mal Nations Cup: 1962.